# 兰州市第二人民医院
兰州市第二人民医院是中華人民共和國甘肅省蘭州市一家三级甲等综合性医院，该院前身是1920年代初（一說1914年）由美國人博德恩的家属捐款和教会创办的博德恩医院。1951年被兰州市人民政府接管,医院改名为兰州市第一人民医院（一說改名為兰州市人民医院）。1970年改名為兰州市传染病医院。1979年（一說1978年）改名為兰州市第二人民医院。2017年加挂兰州市中西医结合医院。2021年10月底，兰州市第二人民医院雁滩分院（兰州重离子医院）啟用。

## 外部連結
- 官方网站